# Pavlò Eliànov
Pavlò Volodímirovitx Eliànov (en ucraïnès: Павло́ Володи́мирович Елья́нов; transcrit habitualment com a Pavel Eljanov), nascut el 1983 a Khàrkiv, Ucraïna, és un jugador d'escacs ucraïnès, que té el títol de Gran Mestre des de 2001.
A la llista d'Elo de la FIDE del març de 2021, hi tenia un Elo de 2672 punts, cosa que en feia el jugador número 6 (en actiu) d'Ucraïna, i el 66è millor jugador al rànquing mundial. El seu màxim Elo va ser de 2765 punts, a la llista de l'abril de 2015 (posició 12 al rànquing mundial).

## Resultats destacats en competició
El 1999, va formar part de l'equip nacional ucraïnès que va guanyar l'Olimpíada d'escacs sub-16 al Camp d'Artek, Ucraïna. Un dels seus primers èxits internacionals fou el 2004, quan va guanyar la XXIVena edició de l'Open Internacional de Benasc, un dels torneigs oberts més importants d'Europa, per davant d'Artur Kogan. El 2005 guanyà el Canadian Open i el Torneig d'Amsterdam. A finals d'any, va participar en la Copa del món de 2005 a Khanti-Mansisk, un torneig classificatori per al cicle del Campionat del món de 2007, on tingué una mala actuació i fou eliminat en segona ronda per Mikhaïl Gurévitx.
Fou a partir de 2006 quan el seu nom destacà internacionalment, en guanyar el Torneig de Montréal (de categoria XV), i posteriorment en acabar 5è, a ½ punt dels vencedors a l'Obert Aeroflot del mateix any.
El gener de 2007 Eliànov va guanyar el Torneig Corus B a Wijk aan Zee (Països Baixos), per davant de Gabriel Sargissian, amb una puntuació de 9/13, un resultat que li va permetre de classificar-se per al torneig Corus A de categoria XX de 2008. El 2009 guanyà el Torneig de Bòsnia, de categoria XVIII, amb 7/10 punts.
El maig de 2010, va guanyar el torneig FIDE Grand Prix a Astracan, amb una puntuació de 8/13 (+5 -2 =6). Posteriorment el 2010 va guanyar la Politiken Cup a Copenhagen, amb uns excel·lents 8.5/10 punts, cosa que li va permetre incrementar el seu Elo fins a 2761 punts, i passar a ser el 6è jugador del món, només rere els Big 5 (Carlsen, Topàlov, Anand, Aronian i Kràmnik). Eliànov va fer molts progressos al rànquing d'Elo de la FIDE fins a setembre de 2010, quan va arribar a tenir un Elo de 2761 punts, de manera que era el jugador número 1 d'Ucraïna, i el número 6 (en actiu) del món.
El juny de 2011 fou segon al Campionat d'Ucraïna, a Kíev (el campió fou Ruslan Ponomariov). Entre l'agost i el setembre de 2011 participà en la Copa del món de 2011, a Khanti-Mansisk, un torneig del cicle classificatori pel Campionat del món de 2013, i hi tingué una molt mala actuació; fou eliminat en primera ronda per Yaroslav Zherebukh (½-1½).
El febrer de 2012, empatà als llocs 1r–3r amb Mateusz Bartel i Anton Kórobov a l'11a edició de l'Aeroflot Open i quedà tercer per desempat.
L'agost de 2013 participà en la Copa del Món de 2013, on tingué una actuació regular, i arribà a la tercera ronda, on fou eliminat per Serguei Kariakin 3½-4½. El mateix any fou campió amb 7 punts de 9 al fort Memorial Txigorin.
El 2014 empatà al segon lloc al campionat d'Europa individual, a Erevan, amb 8 punts d'11 partides, amb set jugadors més (el campió fou el rus Aleksandr Motiliov). Aquest resultat el va classificar per la Copa del Món de 2015. També el 2014 fou segon al campionat d'Ucraïna, rere Iuri Kuzúbov.
El 2018 fou sisè al fort Obert d'escacs de Reykjavík (el campió fou Baskaran Adhiban).

### Participació en olimpíades d'escacs
Eliànov ha participat, representant Ucraïna, en tres Olimpíades d'escacs entre els anys 2004 i 2008 (amb un total de 15½ punts de 25 partides, un 62,0%).
| Any  | Olimpíada         | Ciutat  | Elo propi | Tauler     | Partides | Guanyades | Taules | Perdudes | %     |
| ---- | ----------------- | ------- | --------- | ---------- | -------- | --------- | ------ | -------- | ----- |
| 2004 | XXXVI Olimpíada   | Calvià  | 2629      | 1r suplent | 8        | 4         | 4      | 0        | 75,0% |
| 2006 | XXXVII Olimpíada  | Torí    | 2665      | 4t         | 9        | 3         | 5      | 1        | 61,1% |
| 2008 | XXXVIII Olimpíada | Dresden | 2720      | 1r         | 3        | 2         | 4      | 2        | 50,0% |